# 氷川神社 (朝霞市浜崎)
氷川神社（ひかわじんじゃ）は、埼玉県朝霞市の神社。

## 歴史
創建年代は不明である。ただ同県入間郡毛呂山町の桂木寺の観音堂の鰐口には、当社に奉納された旨が記された銘文があり、「福徳二年（1491年・延徳3年)」とあることから、その頃までには既に存在していたものと推測される。なぜ当社の鰐口が毛呂山町の桂木寺にあるのかは不明である。
1907年（明治40年）の神社合祀の際に、田島神明神社と宮戸熊野神社（現・宮戸神社）を合祀し、「三柱神社」に改称した。ただ合祀された両社の氏子は再興を強く希望しており、1956年（昭和31年）に祭神を両社に返還した。そして当社は旧称の「氷川神社」に再改称した。

## 交通アクセス
- 北朝霞駅より徒歩9分。